# Halaelurus boesemani
Halaelurus boesemani és una espècie de peix de la família dels esciliorrínids i de l'ordre dels carcariniformes.

## Morfologia
- Els mascles poden assolir 48 cm de longitud total.[1][2]

## Hàbitat
És un peix marí que viu entre 37-250 m de fondària.

## Distribució geogràfica
Es troba al Golf d'Aden i Somàlia.